# 尿崩症
尿崩症（Diabetes insipidus）是一種患者排出大量稀尿液和異常口渴的症狀，可導致脫水和癲癇。
尿崩可分為四類，中樞性尿崩症是因為缺乏抗利尿激素(又称血管加压素)，可能源於下丘腦、腦下垂體或遺傳問題。腎源性尿崩症則是由于肾脏集尿管(renal collecting ducts)对抗利尿激素没有反应，造成尿液无法进行再浓缩，进而导致此症患者发生多尿及剧渴等表徵。致飲性尿崩症則因為下丘腦致渴功能失常，導致患者飲水過多所致。妊娠尿崩症則只會於懷孕時發生。尿崩症一般是透過尿液檢查、血液檢查和禁水試驗診斷。雖然尿崩症與糖尿病的英文名稱相近，而且兩者均會產生多尿症狀，但致病機制卻非常不同。
此症依罹病遗传模式的不同，又可分为两型： 
- 第一型(type I)：性染色体隐性遗传。尿崩症多数患者(~90%)屬於此型，其致病基因为位于X染色体长臂28位置(Xq28)上的AVPR2(vasopression V2 receptor)。 
  - AVPR2基因的蛋白质表现为抗利尿激素接受体蛋白-2(arginine vasopressin receptor-2; V2R)。在肾脏集合小管，抗利尿激素需与AVPR2接受体结合，以进行水份再吸收作用，维持水分子在体内的平衡。当AVPR2基因发生缺陷时，抗利尿激素便无法正常结合在AVPR2接受体上发挥作用。 [來源請求]
- 第二型(type II)：体染色体隐性或显性遗传。此症少数患者(10%)为此型，其致病基因为位于染色体12q13位置上的AQP2(aquaporin-2 water channel)。 
  - AQP2基因的表现蛋白为位于肾脏集合小管的AQP2水分子通道(aquaporin-2 water channel)，并受抗利尿激素的调节；抗利尿激素藉由诱发装载AQP2的蛋白载体进行胞吐作用(exocytosis)，而增加水分子通道从细胞内的囊泡转移到细胞膜上。此一基因缺陷将导致AQP2水分子通道蛋白异常，而对抗利尿激素没有或只有部份反应。[來源請求]

## 发生率
尿崩症相当罕见，近来研究发现在加拿大魁北克地区，男性的发生率约为百万分之8.8。而在荷兰人口约1,600万，已知有40个家族成员患有此症。

## 遗传模式
此症90%患者为性染色体隐性遗传所致，若母亲为X染色体上带有AVPR2缺陷基因的带因者，其下一代若为男生每一胎有1/2的机率罹病，1/2的机率正常；其下一代若为女生每一胎有1/2的机率为带因者，1/2的机率正常。而此型男性患者的下一代若为男生皆为正常，若为女生则全为带因者。
此外10%患者为体染色体上AQP2基因缺陷所致，其中将近9%的个案为体染色体隐性遗传所造成，亦即患者父母亲双方皆带有AQP2的缺陷基因，其下一代每一胎不分性别都有1/4的机率罹病。
少数个案(将近1%)则为体染色体显性遗传。 

## 诊断
主要经小儿遗传科及小儿肾脏科医师的临床诊治，并可配合相关实验室检查。 

### 尿液浓缩能力检查
检验血中钠离子浓度及尿液比重，是为此症最有利的筛检方式。患者因血液渗透压为高、尿液渗透压为低，而表现出血钠升高、尿液比重下降。 

### 尿液浓缩能力
可给予血管升压素(Vasopressin)或去氨加压素desmopressin(DDAVP)，以进行尿液渗透压检测，一般正常人的渗透压为807 mOsm/kg，患者则可能低于200 mOsm/kg。 
隔夜的尿液浓缩检查可能有助于对女性带因者的检测，但其检测结果并不完全可靠。 

### 基因检测
可经分子生物技术进行基因序列分析

## 临床表徵
此症患者出生后即可能出现多尿、剧渴的典型症状，但患者在婴幼儿期可能因表徵较不明显或是被忽略；此外可能出现呕吐、作呕、进食情况不佳、便秘或腹泻、生长迟缓、不明原因的发烧、昏睡或易哭闹。多数个案于1岁前接受诊断，而体染色体显性遗传模式的患者因症状通常较晚出现，有的个案可能快到成年前才表现症状。 
婴幼儿及年纪较大的患者，都可能因为缺水、高温环境、水份摄取减少或呕吐、腹泻而使水分流失过多…等因素，而发生急速的严重脱水。血浆渗透压的下降，将可能使患者继而出现抽筋及/或昏迷。有时可能出现肾盂积水(hydronephrosis)、输尿管水肿(hydroureter)或巨大膀胱症(megacystis)。 
若未接受确诊或是无法清楚表达，当脱水症状发生时；尤其是在紧急的状况下，患者可能会接受静脉注射生理食盐水以补充水分，然而此一不适当的治疗方式将会加重患者高血钠(hypernatremia)的问题。当高血钠的情形一直持续、未获诊断或反覆出现，将导致患者出现抽筋、永久的脑部损伤、发展迟缓及智能障碍。 
未经治疗的患者因长期大量尿液的排出，可能导致肾盂积水、输尿管水肿及巨大膀胱症，即使是婴幼儿患者，有时仍可能经超音波检查发现到程度不等的输尿管扩张。而泌尿管扩张的问题，将有可能继而导致输尿管破裂、感染、严重疼痛、膀胱功能不全，甚或是肾衰竭，而这些併发症可能在患者20来岁时就表现出来。而一般来说，经由早期诊断及适当治疗，患者智力发展及寿命则无异于一般人。 
几乎所有患者的身高发展为小于百分之五十等位，多数低于平均值一个标准差以上。生长迟缓或身材矮小的问题可能是由于剧渴等症状，而造成营养管理或摄取不良，而一般来说患者在儿童期前的生长情形通常不尽理想。 
部分型肾性尿崩症 
此型患者通常是在较大儿童期之后才接受诊断，一般来说其生长或发展并不受影响，而当此型患者在身体脱水或使用抗利尿药物DDAVP时，发现其肾脏仍具有尿液浓缩的功能，但在功能上较低于一般人。 
性联隐性遗传的肾性尿崩症带因者 
带有AVPR2缺陷基因的女性带因者，其尿液浓缩能力及其症状表现，可能是与X染色体的功能不表现(X-chromosome inactivation)有关。女性带因者可能没有，或表现出程度不等的多尿及剧渴等症状，甚或也有可能与男性患者一样的严重。 

## 治疗
在长期治疗上，需协同遗传、营养、小儿肾脏或内分泌等医疗团队的合作，以提供适切于个案的治疗计划。 

### 急性期照护
当患者出现脱水或休克情形时，首要评估为了解是因为一般身体水分的缺乏(如：缺乏饮水、或过度排尿、排便或流汗)，或是由于细胞水分的丧失(如：出血、液体渗漏)。若是出于身体水分缺乏，却依照一般紧急处理程序而给予生理食盐水，将可能会加重此症患者发生高血钠症的危险。急性出血或休克的处理方式，为提供等渗透压的液体以维持血压及心跳稳定，之后则可给予静脉注射2.5%的葡萄糖液。若因身体水分缺乏所致的脱水，在治疗上可逐渐给予因尿液排出所流失的水分，随著饮水量的增加，身体自然有可能出现再水合(rehydration)的恢复机转。若需以静脉注射补充水分，一般可以2.5%的葡萄糖液及/或1/4浓度的生理食盐水。 

### 一般照护原则
基本原则为评估并订立适合个案饮水及上厕所的状况。 
对于尚不会表达饮水需求的婴儿，需在餐间予以补充水分。孩童及成年熟睡的患者，在夜间可能须由家人唤醒或设定闹钟，以醒来喝水及上厕所。 
只要个案感到口渴的机转正常，且无其他併发症，经由适当的管理，将可避免高血钠的脱水症状发生。 对于週遭亲友、照护者的适时教育及告知，将有助对个案照护上的协助。 
※以下治疗建议可能改善多尿(及随其而来的剧渴)情形将近一半： 
药物治疗上，可使用如：hydrochlorthiazide, chlorothiazide等Thiazide类利尿剂，但因会增加钾离子的排出，因此在使用上需监控体内电解质，以适时适当的补充。再者若合併限钠饮食(限制每日应低于300毫克)，则可使此类利尿剂发挥最佳的治疗成效
。 
非类固醇类消炎止痛药物(NSAIDs)，像是indomethacin，可能具有增加尿液浓缩、减少排尿的作用，在临床上可与Thiazide类利尿剂一起合併使用或单独给予，但由于可能出现肠胃不适、肾小管损伤的副作用，因此在使用前需格外谨慎评估。 （页面存档备份，存于）

## 外部連結
- The Diabetes Insipidus Foundation, Inc
- Information on Diabetes Insipidus （页面存档备份，存于）